# Pumptjärnen, Jämtland
Pumptjärnen är en sjö i Bräcke kommun i Jämtland och ingår i Ljungans huvudavrinningsområde.